# Badai-dōri
Pour les articles homonymes, voir Badai.
Le Badai-dōri (馬代通, Badai-dōri) est une voie du nord-ouest de Kyoto, dans les arrondissements de Nakagyō, Ukyō et Kita. Orientée nord-sud, elle débute au Himuro-michi et termine au Shinnijō-dōri.

## Description

### Situation
Le Badai-dōri est une longue rue de l'extrême nord-ouest de l'arrondissement de Nakagyō et du sud-ouest de celui de Kita, et touche brièvement le sud-est d'Ukyō entre Ninnaji-kaidō et Kaminoshimodachiuri-dōri. La rue débute au Himuro-michi (氷室通), une route sinueuse qui continue au nord vers les montagnes, et termine au Shinnijō-dōri (新二条通), une large voie est-ouest. Selon certaines sources, la rue commence au Rozanji-dōri, mais la rue ne touche pas Badai-dōri,. La rue continue en fait jusqu'aux berges de la rivière Tenjin (ja) (天神川) quelque 150 mètres plus loin,. Elle suit le Sai-dōri (ja) (佐井通) et le Sainishi-dōri (ja) (佐井西通) à l'est et précède le Nishikōji-dōri (ja) (西小路通) et le Kitsuji-dōri (木辻通) à l'ouest.
On trouve des plaques de rue aux carrefour avec Ichijō et avec Marutamachi.
La circulation se fait dans les deux sens, avec une chaussée à deux voies, sauf entre Shinnijō et Marutamachi, où la circulation se fait en sens unique du sud au nord. Entre Himuro et la route 183 et entre Shinnijō et la rivière Tenjin, aucun sens n'est indiqué. La rue fait environ 2 700 mètres de long.

### Voies rencontrées
Du nord au sud, en sens unique. Les voies rencontrées de la droite sont mentionnées par (d), tandis que celles rencontrées de la gauche, par (g). Seules les rues ayant un nom sont listées.
1. Himuro-michi (氷室通) [aussi appelé Rengedani-michi (蓮華谷道)]
2. Route municipale 183 - Kinugasa Utano (ja) (京都市道183号衣笠宇多野線) [aussi appelé Kinukake no michi (きぬかけの路)][3]
3. (g) Kitsuji-dōri (木辻通)
4. Kamidachiuri-dōri (上立売通)[2]
5. Imakōji-dōri (今小路通) [aussi considéré comme une suite du Sasayachō-dōri (笹屋町通)]
6. Imadegawa-dōri (今出川通)
7. Ichijō-dōri (一条通)[3]
8. (g) Ninnaji-kaidō (仁和寺街道)[3]
9. Kaminoshimodachiuri-dōri (上ノ下立売通) [aussi appelé Myōshinji-michi (妙心寺道)]
10. Shimodachiuri-dōri (下立売通)
11. Marutamachi-dōri (丸太町通)[2]
12. Kyūnijō-dōri (旧二条通)[3]
13. Shinnijō-dōri (新二条通) [aussi appelé Taishi-michi (太子道)][3]
14. rivière Tenjin (ja) (天神川)[3]

- Sources : (ja) Université Ritsumeikan Asia Pacific (en), « 近代京都オーバーレイマップ », sur Art Research Center,‎ 2023 (consulté le 18 octobre 2023).

### Transports en commun
Les bus du réseau d'autobus de Kyoto (ja) passe sur la rue entre Ninnaji-kaidō et la route préfectorale 183. Les arrêts sur la rue sont Tōjin-michi (等持院道, lignes 10, 26, Navette Nishiōji-Shijō, Navette Université de Ritsumeikan) et Tōjin-Higashimachi (等持院東町, Navette Nishiōji-Shijō, Navette Université de Ritsumeikan). 
Au nord se trouve tout près les arrêts sont Sakuragichō (桜木町, lignes 12, 15, 50, 52, 55, 59, M1), au carrefour de Sai-dōri et Rozanji-dōri, Ritsumeikan Daigaku-mae (立命館大学前, lignes 12, 15, 50, 51, 52, 55, 59, M1, Express 202, Express 205, Navette Nishiōji-Shijō), devant l'université de Ritsumeikan sur la route 183, et Komatsubara Jidōkōen-mae (小松原児童公園前, lignes 51, Express 202, Express 205), au carrefour de Kamidachiuri et Sainishi.
Au sud, les arrêts proches sont Nishinokyō Badaichō (西ノ京馬代町, lignes 91, 93), au carrefour de Marutamachi et Nishikōji, Hakurakuchō (伯楽町, lignes 91, 93), au carrefour de Marutamachi et Sainishi, et Nishinokyō Tsukamotochō (西ノ京塚本町, lignes 27, Spécial 27), sur Shinnijō, entre Sainishi et Badai.

## Odonymie

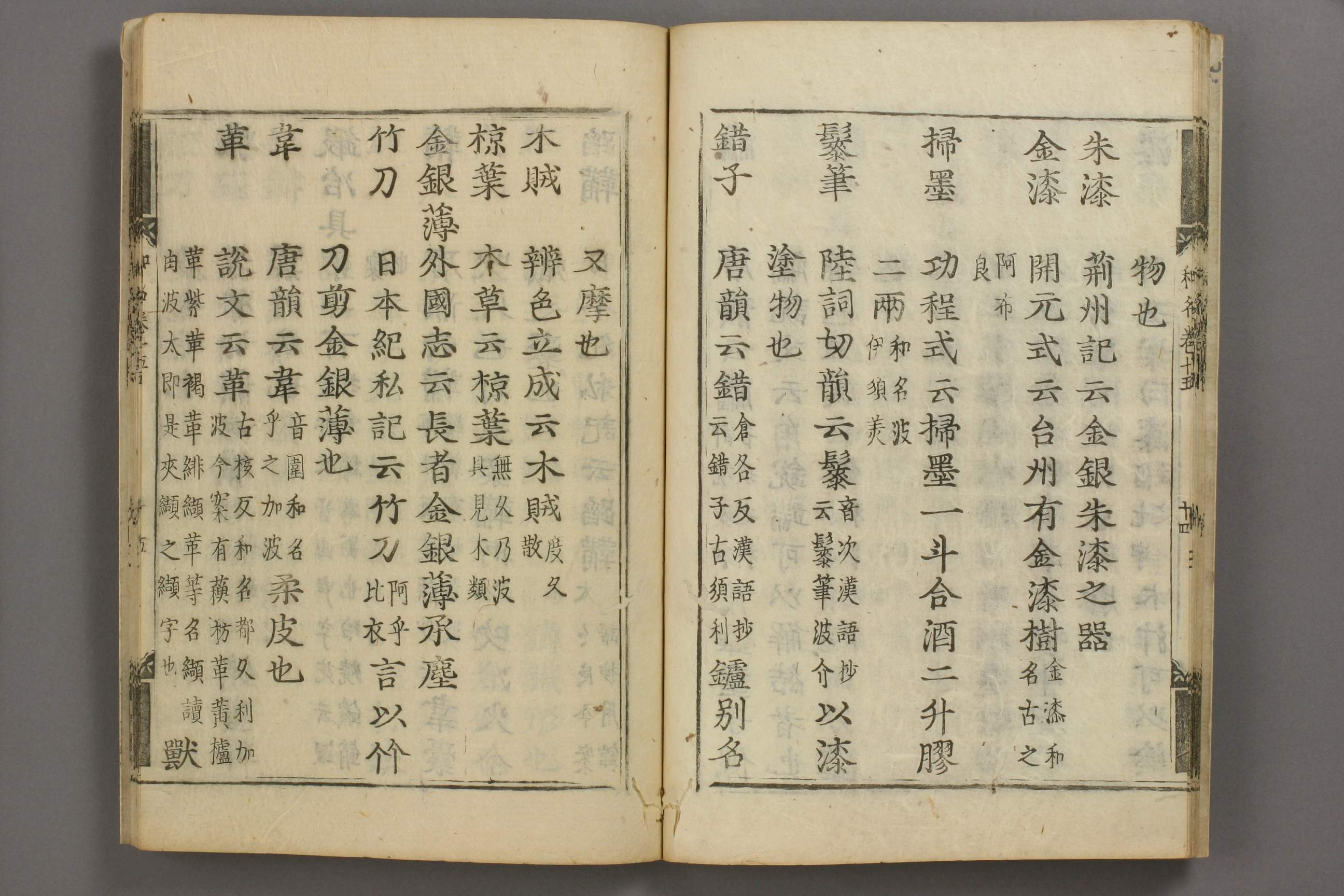
Exemplaire du Wamyō ruijushō.

Le terme « Badai » (馬代) semble venir du village de Mete (綿代郷, Mete no gō), aussi appelé Mesoshiro (綿代郷, Mesoshiro no gō), dans le comté de Kadono (ja) (葛野郡) dans la province de Yamashiro, village qui apparaît dans le Wamyō ruijushō (和名類聚抄), un dictionnaire paru en 938,,. On note aussi la graphie 馬対 pour « Badai », et la prononciation « Mumadai » avait aussi été utilisée,. 
Elle est l'une des rares rues nord-sud de l'arrondissement d'Ukyō à avoir gardé son nom d'origine.

## Histoire

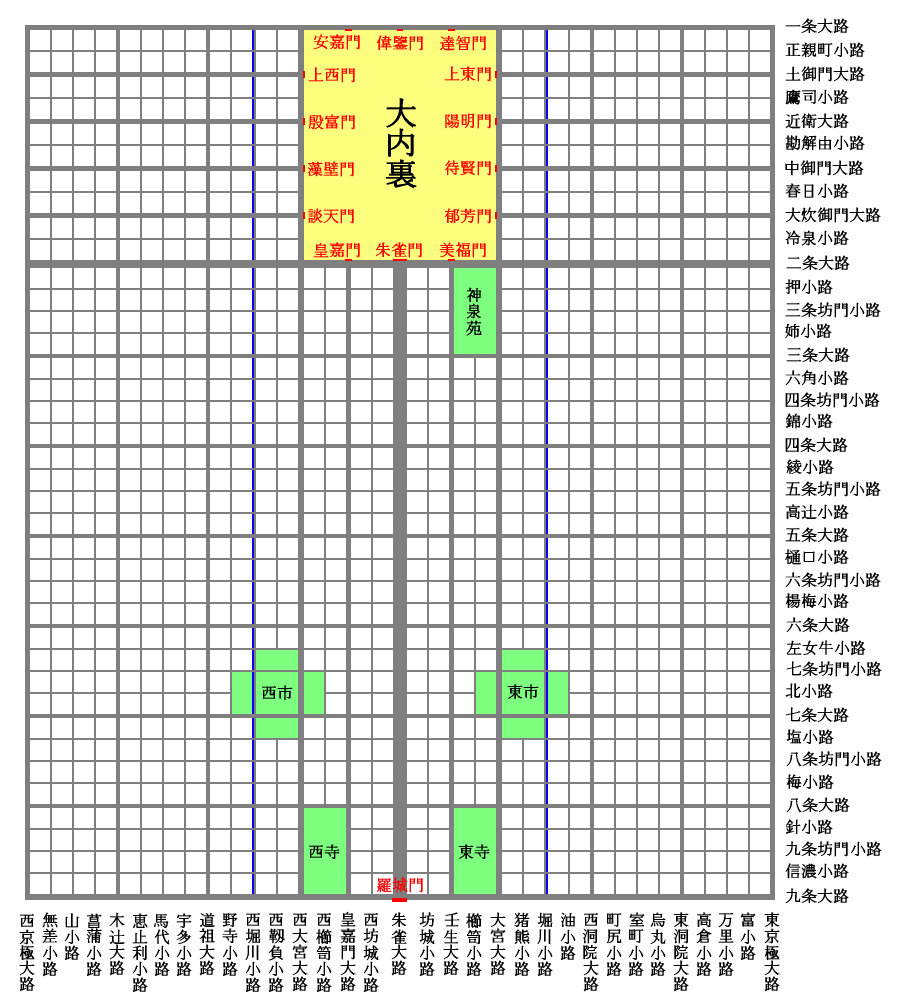
Carte des voies de Heian-kyō, la capitale impériale de 792 jusqu'au milieu du XIXe siècle.

Badai-dōri correspond directement à l'allée Badai (馬代小路, Badai-(no)-kōji) de la ville impériale, qui a été fondée en 794. L'allée Badai se trouvait entre à l'est l'avenue Sai (道祖大路) et l'allée Uda (宇多小路, actuelle Sainishi-dōri) et à l'ouest l'allée Etori (恵止利小路) et l'avenue Kitsuji (木辻大路), qui correspondent actuellement à Sai-dōri et Kitsuji-dōri. Le long de l'allée coulait la rivière Nishimuromachi (西室町川), du début de l'allée à l'avenue Ichijō (一条大路, Ichijō-ōji) à l'allée Kadeno (勘解由小路, Kadeno-kōji) (actuelle Shimodachiuri-dōri). La rue terminait alors plus loin, après les actuelles Rokujō-dōri (ja) et Shichijō-dōri (ja) (七条通). Durant la période Heian se trouvait sur la rue l'Uda-in (宇多院), palais utilisé par Uda (宇多, 867-931) après son abdication du trône. Se trouvait au carrefour de l'avenue Sanjō la propriété du chef (ja) du monastère Enryaku-ji, Ryōshin (ja) (良真), cambriolée en 1094,. D'autres résidences importantes se trouvaient sur la rue au début de la période Heian, comme le Jijūike no Ryō (侍従池領), construit par le prince Motoyasu (ja) (本康親王, ?-902).
À partir du milieu de la période Heian, la rue perd de l'importance et beaucoup d'institutions disparaissent, avec un déclin général d'Ukyō (右京), la « capitale de droite ». Jusqu'à l'ère Meiji (1868-1912), la rue a continué à exister en tant que route de campagne entre Ichijō et Sanjō (ja),. Les quartiers Hanazonobadai-chō (花園馬代町) et Nishinokyōbadai-chō (西ノ京馬代町) permettent d'en témoigner l'existence,. Jusqu'au début de l'ère Shōwa (1926-1989), la section au nord de Kyūnijō était appelée la rue Sanchūhigashi (三中東通), mais le nom Badai s'est imposé dès 1928,. Le nom « Sanchūhigashi » (三中東) fait référence au Troisième Collège de Kyoto (三中学校), que la rue longeait sur l'est (東).
Des fouilles archéologiques en 1988 ont permis de mettre au jour l'ancienne chaussée et le fossé est de l'allée Badai, près de Hachijō-dōri (ja) (八条通). Ces fouilles ont permis de déterminer que la rue a été créée très tôt durant le début de la période Heian et une installation en pierres avec un ponceau datant de la fin de la période Heian confirme la création d'une installation d'aqueduc précoce,.

## Patrimoine et lieux d'intérêt
On trouve de nombreuses universités importantes de la ville sur la rue, comme l'université préfectorale de médecine de Kyoto, campus Hanazono (京都府立医科大学花園学舎), juste au sud de Ninnaji-kaidō, ainsi que l'université Hanazono (en) (花園大学), juste au nord de Kyūnijō.
On trouve aussi le lycée Yamashiro (ja) (京都府立山城高等学校), tout près de l'université Hanazono, en plus de l'université de Ritsumeikan - campus Kinugasa (立命館大学 - 衣笠キャンパス), tout au nord de la rue.

Quelques lieux d'intérêts
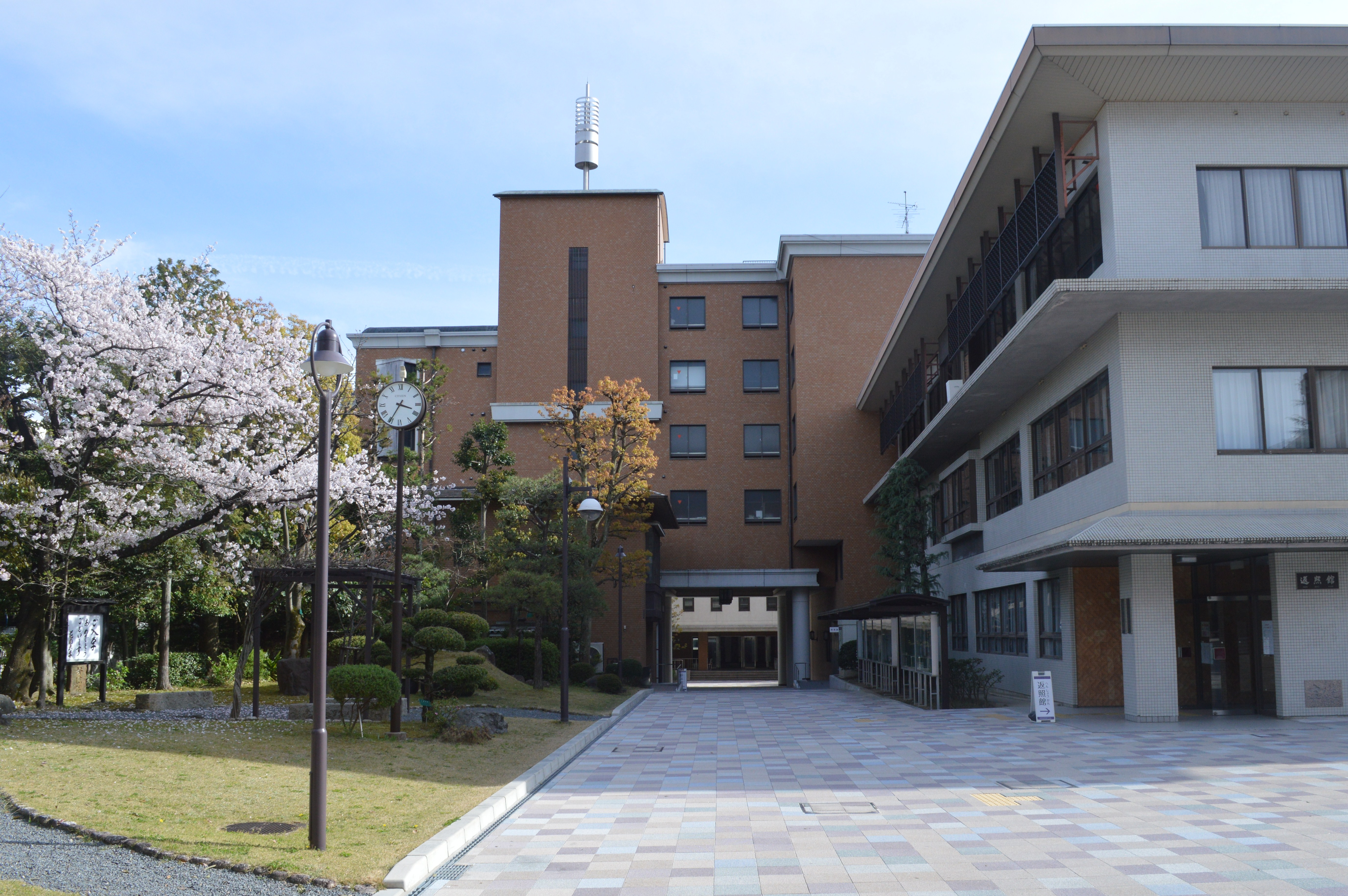
Entrée de l'université Hanazono
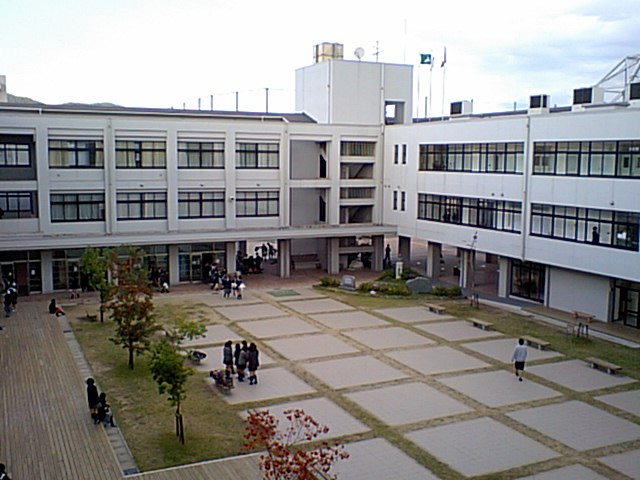
Lycée Yamashiro
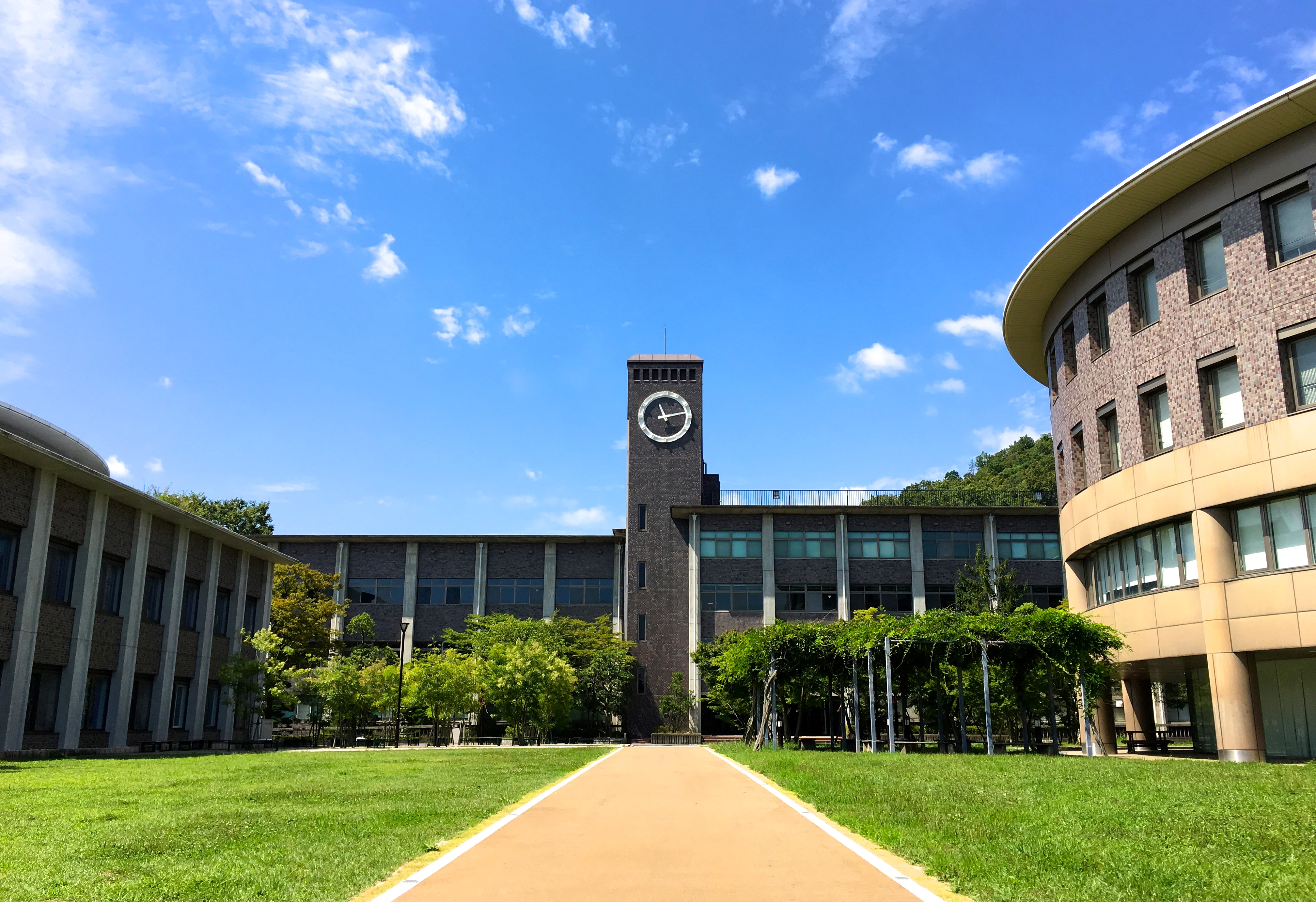
Édifice Zonshinkan de l'université de Ritsumeikan